# Karl-Ulrich Walterbach
Karl-Ulrich Walterbach (* 1953 in Rheine, Nordrhein-Westfalen) ist ein deutscher Musikproduzent, Unternehmer und Labelgründer. Er ist bekannt als Gründer des Punk-Labels Aggressive Rockproduktionen und des Metal-Labels Noise Records.

## Werdegang
Walterbach wuchs in Rheine, Nordrhein-Westfalen, auf. Er studierte von 1971 an zunächst in Münster Bauingenieurwesen und danach in Dortmund Architektur. Er schloss das Architekturstudium 1974 als graduierter Ingenieur ab. Während seiner Studienzeit in Münster war er im dortigen Sozialistischen Deutschen Studentenbund (SDS) aktiv. Nach Abschluss des Studiums erfolgte der Wechsel nach Berlin-Kreuzberg. Hier lebte er in Wohngemeinschaften und besetzten Etagen. Er war Bestandteil der sogenannten Sponti-Szene und orientierte sich an der Situationistischen Internationale. Eine Solidaritätsaktion im Zusammenhang mit dem Tode Ulrike Meinhofs resultierte im Mai 1976 zu 15 Monaten Haft. Nach dem Gefängnis brach er mit der aktionistischen radikalen Szene Kreuzbergs und suchte die Nähe zur Punk-Szene. Unter dem Einfluss von The Clash und den Dead Kennedys begann er in der Berliner Punk-Szene aktiv zu werden. Unter anderem organisierte er zusammen mit anderen 1979 ein Punk-Festival mit Razors, The Buttocks und Hans-A-Plast in der TU-Mensa in Berlin sowie eine „Knastdemo“ vor der Justizvollzugsanstalt Moabit. Zudem war er an der Eröffnung des Punk-Clubs KZ 36 beteiligt. Im Umfeld des Ladens, das außer ihm auch von Heske von Beton Combo geführt wurde, erschienen zwei Live-Mitschnitte. Daneben organisierte er auch Konzerte im SO36. Aus dem Erlös mehrerer Konzerte finanzierte er die Veröffentlichung des ersten Soundtracks-zum-Untergang-Sampler 1980: Dafür gründete er Modern Music und das Unterlabel Aggressive Rockproduktionen. Er nahm sehr schnell die erste Riege des deutschsprachigen Punk-Rocks unter Vertrag, unter anderem Slime, Toxoplasma, Daily Terror und Canal Terror. Walterbach veröffentlichte außerdem mit der LP DDR von unten Aufnahmen der Bands Zwitschermaschine und Schleim-Keim, die konspirativ aus der DDR geschmuggelt wurden.
Im Zuge des Aufkommens der Neuen Deutschen Welle verflachten die Punk-Verkaufszahlen und auch die Zuwendung zum US-Punk ab 1982 konnte diesen Trend nicht stoppen. Das Label brachte Bands wie Black Flag, Bad Brains, die Misfits und Angry Samoans nach Deutschland. Allerdings mehrten sich Beschwerden über die Vertragspolitik des Labels, insbesondere von Toxoplasma. Ab 1984 wurde das Punklabel weitestgehend inaktiv und Walterbach konzentrierte seine Energie auf das Metallabel Noise Records, das im Januar 1984 mit einer Metal-Kompilation startete und nach anfänglichen Lizenzierungen schließlich deutsche Bands wie Kreator, Tankard, Helloween, Running Wild, Grave Digger, Rage und Gamma Ray veröffentlichte. Weitere wichtige Bands waren unter anderem Stratovarius (Finnland), Hellhammer beziehungsweise Celtic Frost (Schweiz), Voivod (Kanada), Watchtower (USA) und Kamelot (USA). Anfang der 1990er gab es einen zweijährigen Prozess gegen die EMI um die deutsche Band Helloween, da das Iron-Maiden-Management Sanctuary in Kooperation mit der EMI-UK versuchte, Helloween aus dem Noise-Vertragsverhältnis zu brechen. Noise Records gewann jedoch in letzter Instanz und der anschließende Vergleich brachte der Firma einen sechsstelligen Betrag ein. Im Jahr 1994 wechselte Walterbach nach Los Angeles, um dort ein Noise-Büro zu eröffnen, das er bis kurz vor dem Verkauf Anfang 2001 betrieb. Während seines US-Aufenthaltes war als Geschäftsführerin in Europa Antje Lange (heute Century Media) zuständig. 1999 kehrte er nach Berlin zurück. Ab 2001 baute er ein Musikstudio unter dem Namen MUSICFLASH in Berlin auf.
Darüber hinaus engagierte er sich im Bauträgergeschäft, das aber lediglich Verluste einbrachte mit der Konsequenz, dass die zuständige Firma 2007 in Konkurs ging. Nach Beendigung dieser Tätigkeit im Jahr 2008 wandte er sich verstärkt wieder dem Musikgeschäft zu. Studio, Maldoror Musikverlag (seit 1987 existent) und die Managementfirma Sonic Attack sind bis heute die Achsen seiner Aktivitäten. Derzeit kümmert er sich um die Belange von Alpha Tiger, Hammercult und Die Vorboten. Darüber hinaus nimmt er junge Rockbands für den Maldoror Musikverlag unter Vertrag. Schwerpunkt ist hier vor allem 70s Retro- und Stoner Rock neben den verschiedenen Varianten des Metal.